# Hoffmann Tamás (politikus)
Hoffmann Tamás  (Budapest, 1964. augusztus 7. –) magyar jogász, politikus. Bár már 1989-ben is képviselte a Fideszt a kerületi ellenzéki kerekasztalban, polgármesterré jelöléséig viszonylag ismeretlen volt a közéletben. 2010-től 2019-ig Budapest XI. kerület (Újbuda) polgármestere volt a Fidesz és a KDNP támogatásával. 2019 októberétől a Fidesz–KDNP frakció vezetője a kerületi képviselő-testületben.

## Pályafutása
Igazgatásszervezőként végzett az Államigazgatási Főiskolán, majd a Pécsi Tudományegyetem Állam- és Jogtudományi Karán szerzett jogi diplomát. Egy két szemeszterre elnyert ösztöndíjjal az Egyesült Államokban, a University of Kentuckyn önkormányzati gazdálkodást tanult.
Hazatérése után 1998-ban a Pénzügyminisztérium PHARE Titkárságán, majd a Miniszterelnöki Hivatal informatikai kormánybiztosságán is dolgozott.

## Politikai pályafutása
1989-ben a XI. kerületi Ellenzéki Kerekasztal résztvevője, a helyi Fidesz egyik alapítója volt.
1990-1994 között önkormányzati képviselő, a szociális és lakásbizottság tagja, 1994-1997 között a vagyongazdálkodási bizottság szakértő tagja volt. 1998-ban és 2002-ben egyéni választókörzetből szerzett mandátumot, a XI. kerületi vagyongazdálkodási bizottság elnöke majd tagja volt. 2006-tól az egészségügyi bizottság szakértő tagjaként dolgozott.
A Millenniumi Polgári Kaszinó Egyesület elnöke.
Pártja a 2010-es önkormányzati választáson őt indította a XI. kerületi polgármesteri posztért. Az október 3-án tartott választáson 48,98%-ot kapott, ezzel polgármesterré választották a szocialista Molnár Gyula (41,50%) helyett. A 2014-es önkormányzati választáson újraindult, és újra választották a XI. kerületi polgármesternek, Hoffmann Tamás 46,65%-ot kapott, és a szocialista Molnár Gyula meg 41,41%-ot kapott.
A 2019-es önkormányzati választásokon ismét indult a Fidesz színeiben Újbuda polgármesteri címéért, de csak a szavazatok  43,19%-át sikerült megszereznie, így utódja az ellenzéki összefogás jelöltje, László Imre lett. Október 31-én a Fidesz–KDNP frakció vezetőjévé választották a kerületi képviselő-testületben.

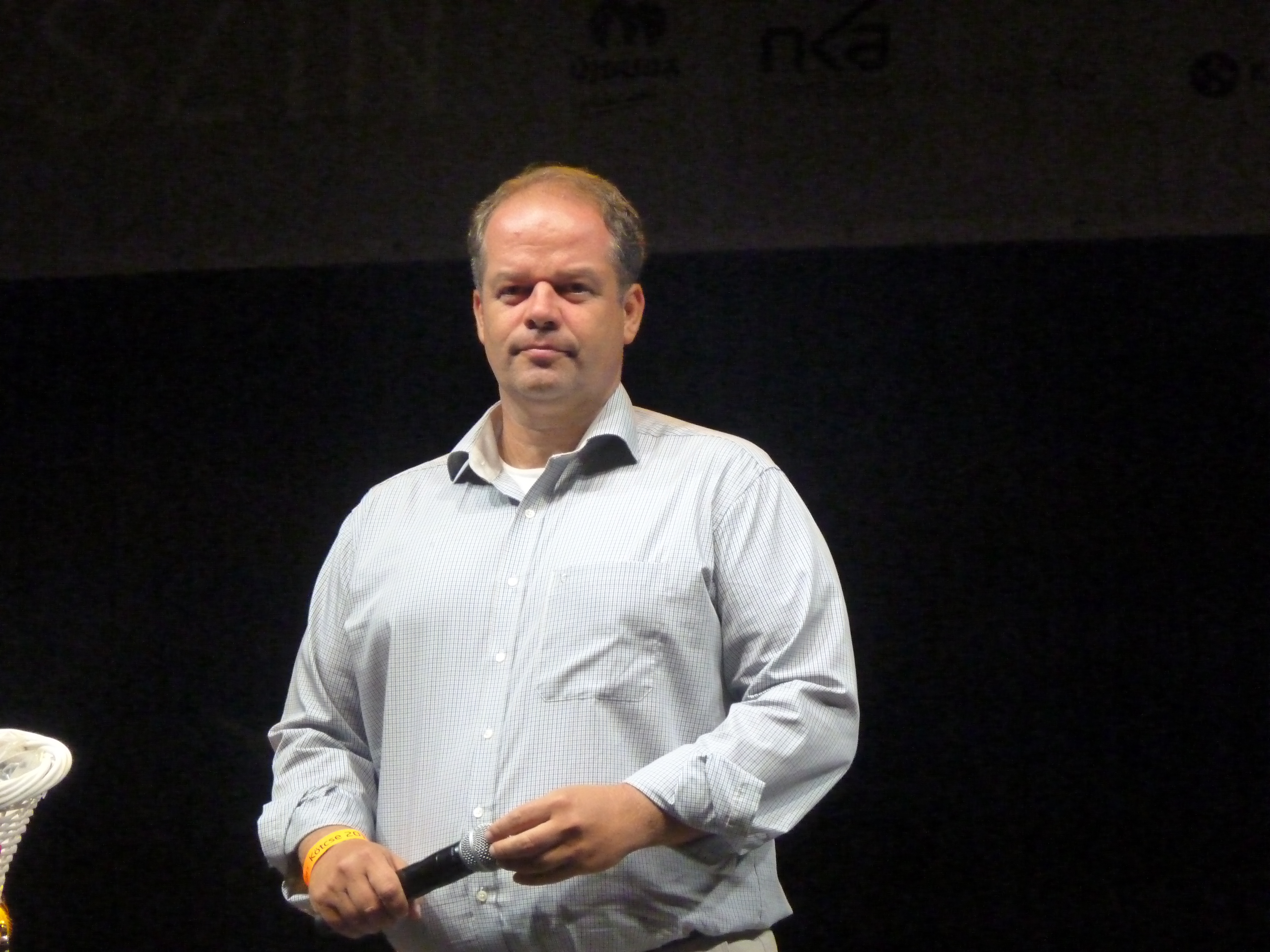
Hoffmann Tamás - Cseh Tamás Nap, 2014.09.06

## Családja és magánélete
Régi XI. kerületi családból származik, születése óta Albertfalván él. Aktívan vízilabdázott a KSI-ben, majd a MAFC-ban. Édesapja, dr. Hoffmann Pál írta meg Albertfalva helytörténetét (Házhelyek Promontóriumnál - Albertfalva története, 1997.).
Nős, két gyermeke van, Réka és Dénes.